# Profil lotu
Profil lotu – technika występująca w lotnictwie.
Jest profilem, w którym został szczegółowo opracowany rozkład wysokości wzdłuż całej trasy lotu, w skład którego wchodzą: odcinek wznoszenia, wysokość lotu poziomego, odcinek opadania itp. Profil lotu zostaje wypracowany na podstawie zadania, jakie ma wykonać załoga samolotu. Przedstawia się on w postaci tzw. marszruty lotu, z wyszczególnieniem wartości prędkości przyrządowej i rzeczywistej, obrotów zespołu napędowego według odcinków trasy przelotu, czasu przelotu nad punktami kontrolnymi, pozostałości paliwa w zbiornikach samolotu itp.